# Neocossyphus
Neocossyphus és un gènere d'aus de la família dels túrdids (Turdidae). Són aus insectívores de mida mitjana que habiten el pis inferior de la selva africana.

## Llistat d'espècies
En algunes classificacions, com ara Clements 6th edition (2009 revisions) hom inclou dins aquest gènere, les dues espècies de Stizorhina.
En la classificació del IOC (versió 2.4, 2010) hom distingeix dues espècies al gènere Neocossyphus:
- Neocossyphus rufus - tord mosquiter cua-roig.
- Neocossyphus poensis - tord mosquiter cuablanc.